# Sebastian Lehmann (Autor)

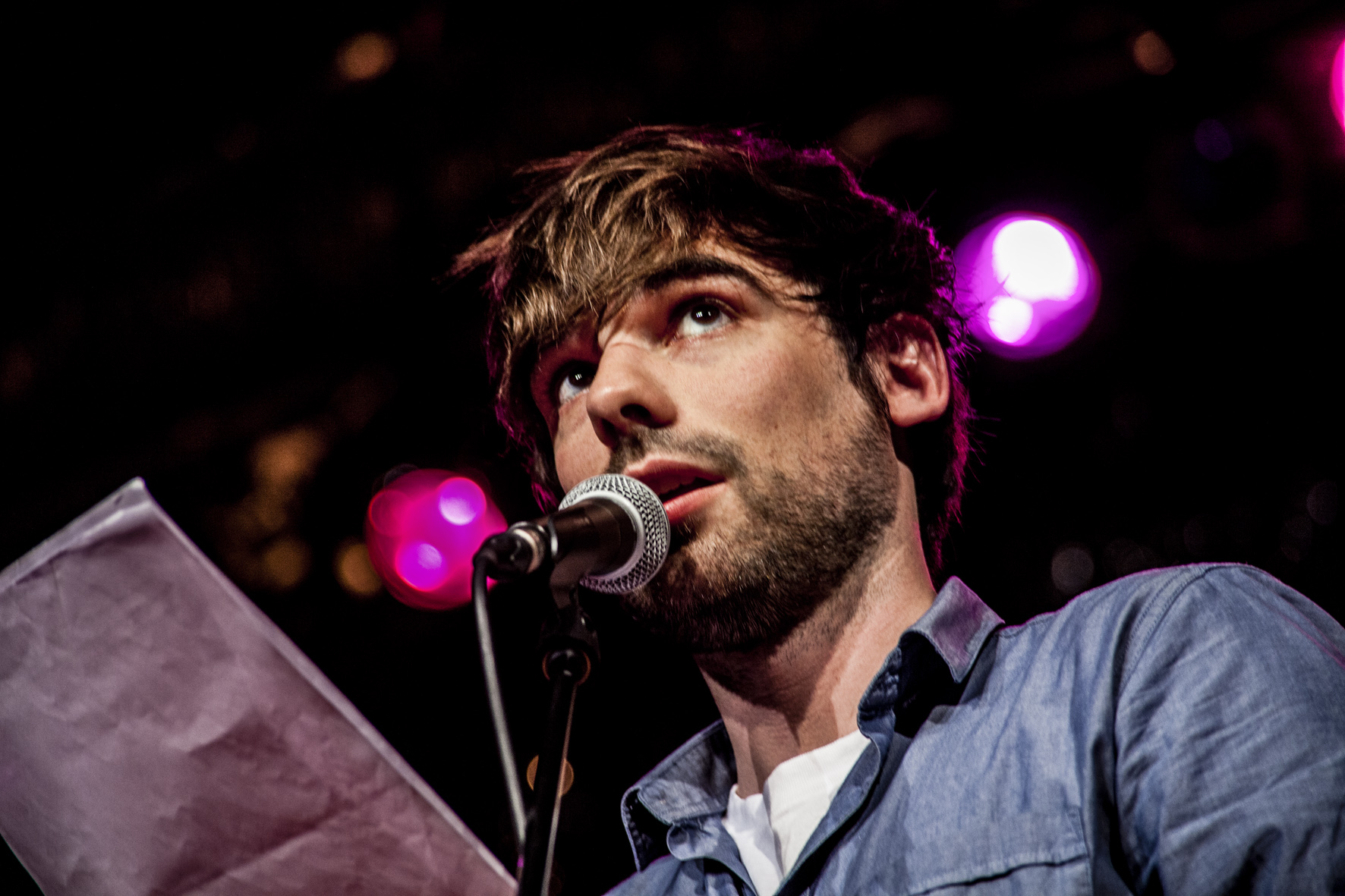
Sebastian Lehmann (2012)

Sebastian Lehmann (* 1982 in Freiburg im Breisgau) ist ein deutscher Schriftsteller, Lesebühnenautor, Poetry Slammer und Kleinkünstler.

## Leben
Er studierte ab 2003 Neuere deutsche Literatur, Philosophie und Geschichte an der Freien Universität Berlin und beendete das Studium mit der Abschlussarbeit über das Thema Christian Kracht und das Verschwinden. Seit 2004 tritt er bei Poetry Slams, Lesebühnen und Mix-Shows im deutschsprachigen Raum auf. Im Jahr 2006 gründete er mit Marc-Uwe Kling, Kolja Reichert und Maik Martschinkowsky die Lesebühne Lesedüne im Kiki Blofeld. Die Lesedüne findet mittlerweile im SO36 in Berlin-Kreuzberg statt. Seitdem erfolgen gemeinsame Auftritte in vielen Kabarett-Theatern in ganz Deutschland.
Sebastian Lehmann moderiert und organisiert den Kreuzberg Slam im Lido, einen der größten Slams in Deutschland. Des Weiteren übernimmt er die Moderation und Organisation der Poetry-Slam-Show PotShow in Potsdam. 2007 gewann Sebastian Lehmann die Fritz Nacht der Talente im Bereich Wort. Er verfasst zudem Beiträge in Anthologien und Literaturzeitschriften. Im Sommer 2013 erschien sein Debüt-Roman mit dem Titel Genau mein Beutelschema beim Aufbau-Verlag. Im Jahr 2014 erschien sein zweiter Roman Kein Elch. Nirgends.
Sebastian Lehmann lebt heute in Berlin-Tiergarten. 2020 erhielt er den Kleinkunstpreis Baden-Württemberg.

## Veröffentlichungen
- Sebastian. Oder: Das Leben ist nur ein Schluck aus der Flasche der Geschichte. Ein Buch. Satyr, 2011, ISBN 978-3-938625-67-5.
- mit Marc-Uwe Kling, Julius Fischer, Kolja Reichert, Maik Martschinkowsky: Über Wachen und Schlafen. Systemrelevanter Humor. Das Lesedünenbuch. Voland & Quist, 2012, ISBN 978-3-86391-013-6.
- „Lost in Gentrification. Großstadtgeschichten“. Anthologie herausgegeben von Sebastian Lehmann und Volker Surmann. Satyr-Verlag 2012. ISBN 978-3-9814891-6-3
- Genau mein Beutelschema. Aufbau, 2013, ISBN 978-3-7466-2940-7.
- Kein Elch. Nirgends. Aufbau, 2014, ISBN 978-3-7466-3084-7.
- mit Julius Fischer, Marc-Uwe Kling, Maik Martschinkowsky: Über Arbeiten und Fertigsein. Real existierender Humor. Voland & Quist, 2015, ISBN 978-3-86391-113-3.
- Parallel leben. Voland & Quist, Dresden 2017, ISBN 978-3-86391-185-0.
- Mit deinem Bruder hatten wir ja Glück.  Goldman Verlag, 2018, ISBN 978-3-442-15962-8.
- Das hatte ich mir grüner vorgestellt. Goldmann Verlag, 2021, ISBN 978-3-64126-531-1.